# یواس‌اس بکهام (ای‌پی‌ای-۱۳۳)
یواس‌اس بکهام (ای‌پی‌ای-۱۳۳) (به انگلیسی: USS Beckham (APA-133)) یک کشتی بود که طول آن ۴۵۵ فوت ۰ اینچ (۱۳۸٫۶۸ متر) بود. این کشتی در سال ۱۹۴۴ ساخته شد.